# سلت (میزوری)
سلت (به انگلیسی: Celt) یک منطقهٔ مسکونی در ایالات متحده آمریکا است که در میزوری واقع شده‌است. سلت ۲۳۰٫۱۳ متر بالاتر از سطح دریا واقع شده‌است.